# Odéonteatern, Stockholm

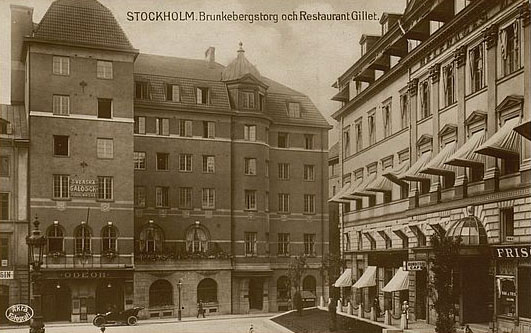
Odéonteatern i Kvarteret Frigga

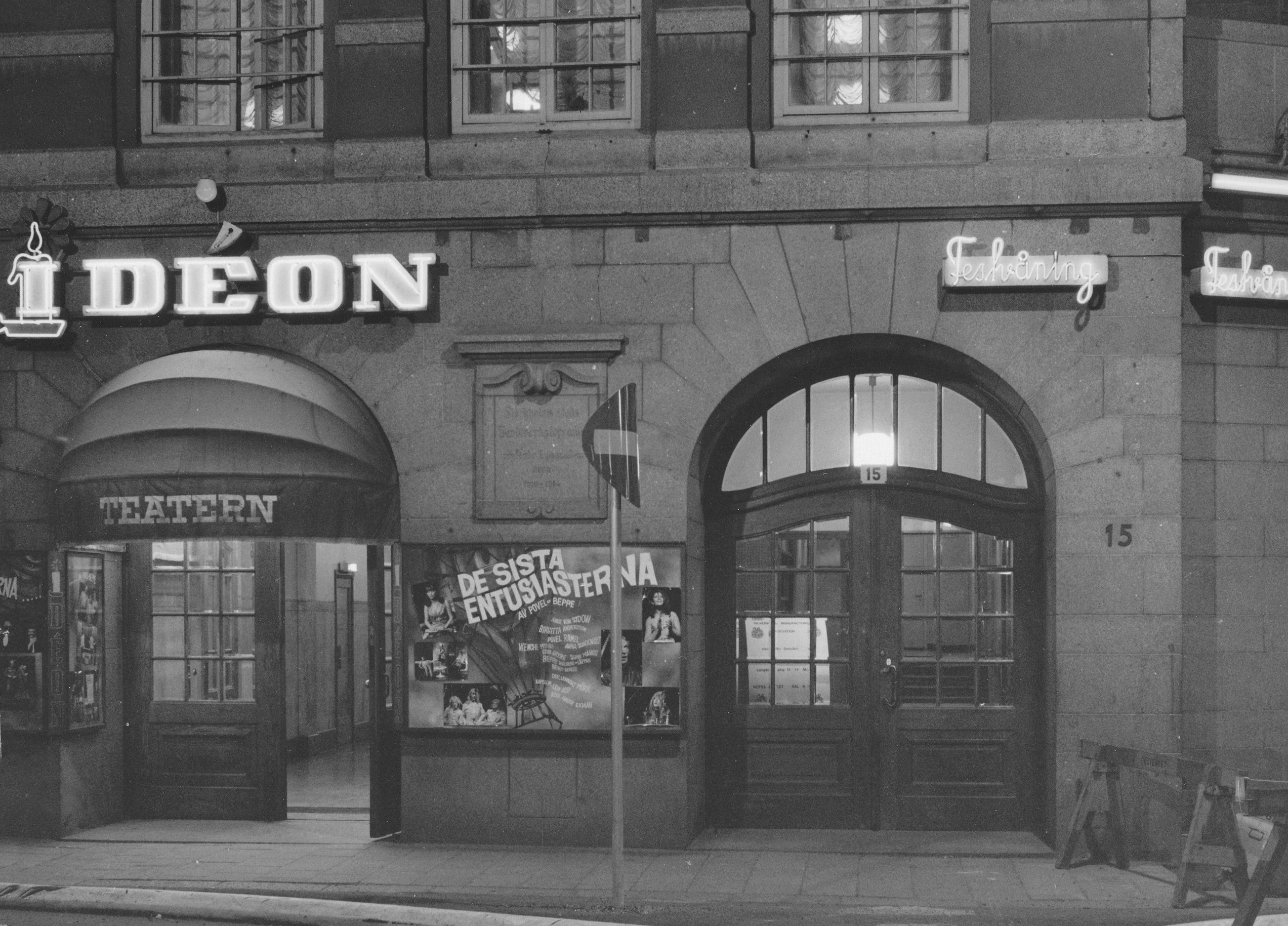
Idéonteatern, 1968.

Odéonteatern var en teater i Stockholm verksam 1926-1969 i Hantverksföreningens hus vid Brunkebergstorg 15.

## Historik
Odéonteatern invigdes som biograf 1914  men byggdes om till teater 1926 under ledning av Ernst Rolf. 1938-1953 drevs verksamheten av Thyra och Ludde Juberg. Under deras tid kom teatern bli känd som en populär revy- och lustspelscen med skådespelare som Bellan Roos och Julia Cæsar. 
År 1953 blev Odéonteatern hemmascen för Knäppupp, som döpte om den till Idéonteatern.
Teaterverksamheten upphörde i samband med att byggnaden revs 1969.

## Uppsättningar
| År   | Produktion                                         | Upphovsmän | Regi              | Noter |
| ---- | -------------------------------------------------- | --- | ----------------- | --- |
| 1926 | Rolfrevyn                                          | Ernst Rolf |                   | Premiär 1 mars 1926 |
| 1926 | Förlåt mig, hur var namnet, revy                   | Thor Modéen | Thor Modéen       | Premiär 1 juni 1926 |
| 1927 | Höstrevyn, revy                                    | |                   | Premiär 7 oktober 1927 |
| 1927 | I nöd och lust, revy                               | Svasse Bergqvist och Thor Modéen                                                                                | Thor Modéen       | Premiär 5 november 1927 |
| 1928 | Så'na djur finns inte, revy                        | Svasse Bergqvist                                                                                                | Kirre Lindholm    | Premiär 1 januari 1928 |
| 1928 | Oss emellan, revy                                  | |                   | Premiär 1 juni 1928 |
| 1928 | Rena rama sanningen The Naked Truth                | James Montgomery                                                                                                | Erland Colliander | Premiär 28 december 1928 |
| 1929 | Hypnotiserad                                       | Gran |                   | Premiär 19 februari 1929 |
| 1929 | Styrman Karlssons flammor                          | Björn Hodell och Karl-Ewert                                                                                     |                   | Premiär 25 augusti 1929 |
| 1929 | Kopparslagargreven                                 | Henning Ohlsson                                                                                                 |                   | Premiär 7 september 1929 |
| 1929 | Charleys tant Charley's Aunt                       | Brandon Thomas                                                                                                  |                   | Premiär 24 oktober 1929 |
| 1929 | Sten Stensson Stéen från Eslöf                     | John Wigforss                                                                                                   |                   | Premiär 26 december 1929 |
| 1930 | Tack doktorn, jag vet redan Die Frau ohne Kuß      | Walter Kollo och Richard Kessler                                                                                | Elis Ellis        | Premiär 8 februari 1930 Scenografi Alexander Bako |
| 1930 | Spanska flugan Die spanische Fliege                | Franz Arnold och Ernst Bach                                                                                     | Elis Ellis        | Premiär 15 april 1930 Elis Ellis, Gösta Hallin, Margareta Bergman, Nils Idström, Elsa Wallin, Elna Asplund, Ernst Öberg |
| 1931 | Fågelhandlaren Der Vogelhändler                    | Carl Zeller, Moritz West och Ludwig Held                                                                        | Oskar Textorius   | Premiär 1 januari 1931 Scenografi Alexander Bako |
| 1931 | Viktorias husar Viktoria und ihr Husar             | Paul Abraham, Emmerich Földes, Alfred Grünwald och Fritz Löhner-Beda Översättning Nalle Halldén och S.S. Wilson | Oskar Textorius   | Premiär 30 januari 1931 Inez Köhler, Margit Rosengren, Eric Wilkman, Åke Brodin, Greta Söderberg, Oskar Textorius, Elsa Wallin, Christian Schröder, Adolf Jahr, Josef Norman, John Öfwerman Koreografi Bob Giller, Scenografi Alexander Bako och Harald Garmland, Kostym Gueye Rolf         |
| 1931 | Adjö, Mimi Adieu, Mimi                             | Ralph Benatzky, Alexander Engel och Julius Horst                                                                | Oskar Textorius   | Premiär 12 september 1931 Margit Rosengren, Adolf Jahr, Svea Dahlqvist, Eric Wilkman, Karin Bergman, Josef Norman, Axel Forsberg, Göte Holmberg, John Öfwerman, Elsa Wallin |
| 1931 | Violen från Montmartre Das Veilchen vom Montmartre | Emmerich Kálmán, Julius Brammer och Alfred Grünwald                                                             | Oskar Textorius   | Premiär 10 oktober 1931 Scenografi Alexander Bako |
| 1931 | Juvelkronan Der Bauerngeneral                      | Oscar Straus, Julius Brammer och Gustav Beer                                                                    | Oskar Textorius   | Premiär 21 november 1931 Scenografi Harald Garmland |
| 1931 | Madame Pompadour                                   | Leo Fall, Rudolf Schanzer och Ernst Welisch                                                                     | Oskar Textorius   | Premiär 30 december 1931 |
| 1932 | Blomman från Hawaii Die Blume von Hawaii           | Paul Abraham, Alfred Grünwald och Fritz Löhner-Beda                                                             | Oskar Textorius   | Premiär 6 februari 1932 Margit Rosengren, Elsa Wallin, Karin Bergman, Erik Wilckman, Elvin Ottoson, Christian Schröder, Adolf Jahr, Oskar Textorius, Josef Norman, Åke Brodin, John Öfverman, Verner Nordberg Kapellmästare Fritz Wallenborn, Scenografi Harald Garmland och Alexander Bako |
| 1932 | Rolfexpressen Ut i det blå, revy                   | Ernst Rolf |                   | Premiär 5 november 1932 |
| 1933 | Slaget vid Brunkeberg, revy                        | Edvard Persson och Karl-Ewert                                                                                   |                   | Premiär 14 januari 1933 |
| 1933 | Midnattstango Éjféli tangó                         | Karl Komjáti, Stefan Békeffi och László Vadnai                                                                  | Oskar Textorius   | Premiär 14 oktober 1933 Scenografi Alexander Bako |
| 1935 | Sjungande fängelsefåglar Singing jailbirds         | Upton Sinclair                                                                                                  | Adèle Crimaurt    | Premiär 24 mars 1935 Scenografi Dekson Gästspel av Kollektivteatern |
| 1937 | Ringdans, eller Kärlek i tungvikt Is Zat So?       | James Gleason och Richard Taber Översättning Richard Lindström                                                  |                   | Premiär 1 januari 1937 Rolf Botvid, Ragnar Falck, Richard Lindström, Karin Granberg, Hugo Bolander, John Westin, Robert Ryberg, Britta Brunius, Svea Holst, Martin Tancred |
| 1937 | Vi vänta på storken                                | Hans Sturm och Fritz Jakobstedter                                                                               | Hugo Bolander     | Premiär 6 februari 1937 |
| 1938 | Senora Carrars gevär Die Gewehre der Frau Carrar   | Bertolt Brecht                                                                                                  | Herman Greid      | Premiär 5 mars 1938 |

### ThyraochLudde Jubergsregim 1938-1953
| År   | Produktion                                     | Upphovsmän                                                               | Regi                        | Noter |
| ---- | ---------------------------------------------- | ------------------------------------------------------------------------ | --------------------------- | --- |
| 1938 | Stockholmsfilurer                              | Gideon Wahlberg                                                          | Gideon Wahlberg             | Premiär 1 oktober 1938 Julia Cæsar, Rut Holm, Mona Geijer-Falkner, Alice Skoglund, Maja Håge, Anna Greta Rhudin, Frithiof Hedvall, Magnus Kesster, Ludde Juberg, Åke Grönberg, Sven-Erik Rolf |
| 1939 | Luftman & C:o                                  | Gideon Wahlberg                                                          |                             | Premiär 1 januari 1939 Tord Bernheim, Julia Cæsar, Magnus Kesster, Frithiof Hedvall, Ludde Juberg, Maja Håge, Åke Grönberg, Vera Krüger, Berndt Anderberg, Bellan Roos |
| 1939 | Friar'n från Kisa                              | Sigge Fischer                                                            |                             | Premiär 11 mars 1939 Ludde Juberg, Rut Holm, Magnus Kesster, Frithiof Hedvall, Tord Bernheim, Julia Cæsar, Åke Grönberg, Vera Krüger, Carl Ericson |
| 1939 | Don Juan i 7:an                                | Gideon Wahlberg                                                          | Gideon Wahlberg             | Premiär 7 oktober 1939 Julia Cæsar, Rut Holm, David Erikson, Ludde Juberg, Arthur Fischer, Carl Ericson, Åke Grönberg, Ruth Weijden, Werner Ohlson, Lilly Wahlberg, Wera Lindby, Carl-Harald |
| 1939 | Tjänare, Mr Pippi, revy                        | Åke Hodell och Karl Egon Lodt                                            | Åke Hodell                  | Premiär 20 november 1939 Gästspel av gymnasieamatörer |
| 1939 | Kärlek och landstorm                           | Gideon Wahlberg och Walter Stenström                                     | Gideon Wahlberg             | Premiär 2 december 1939 Gideon Wahlberg, Julia Caesar, Arthur Fischer, Ruth Weijden, David Erikson, Carl-Harald, Lilly Wahlberg, Åke Grönberg, Wera Lindby, Bellan Roos, Carl Ericson, Werner Ohlson, Harry Philipson, Albin Erlandzon |
| 1940 | Familjen Larsson                               | Sigge Fischer                                                            |                             | Premiär 13 januari 1940 Julia Cæsar, Arthur Fischer, David Erikson, Ruth Weijden, Åke Grönberg, Bellan Roos, Werner Ohlson, Wera Lindby, Einar Molin, Lilly Wahlberg, Carl-Harald, Ludde Juberg |
| 1940 | Vägen framåt                                   | Sten Sternberg                                                           | Sten Sternberg              | Premiär 19 februari 1940 Gästspel av Viggbyholmsskolan |
| 1940 | Strax lite varmare, revy                       | Gideon Wahlberg, Charles Henry och Einar Molin                           | Gideon Wahlberg             | Premiär 2 mars 1940 Julia Cæsar, Arthur Fischer, Ludde Juberg, David Erikson, Wera Lindby, Åke Grönberg, Bellan Roos, Werner Ohlson, Lilly Wahlberg, Ruth Weijden, Carl-Harald, May Diver, Ivar Sjögren |
| 1940 | Luddes nöjesfält, revy                         | Gideon Wahlberg, Charles Henry och Einar Molin                           |                             | Premiär 28 september 1940 Julia Cæsar, Ludde Juberg, Gunnar Ekwall, Bellan Roos, Wera Lindby, Werner Ohlson, Hans Bjerkeling, Lilly Wahlberg, Betty Bjurström, Ingemar Holde, Carl-Harald, May Diver, Sven Lindquist |
| 1940 | Se allt i rosenrött, revy                      | Pege och Jarham                                                          | Åke Hodell                  | Premiär 25 november 1940 |
| 1941 | Luddes melodi, revy                            | Charles Henry och Einar Molin                                            | Gideon Wahlberg             | Premiär 22 februari 1941 Ludde Juberg, Julia Cæsar, Bellan Roos, Gunnar Ekwall, Wera Lindby, Werner Ohlson, Hans Bjerkeling, Lilly Wahlberg, Ingemar Holde, Betty Bjurström, Ingalill Rossvald, Carl-Harald |
| 1941 | Luddes underbara resa, revy                    | Charles Henry och Einar Molin                                            | Gideon Wahlberg             | Premiär 27 september 1941 Julia Cæsar, Ludde Juberg, Bellan Roos, Åke Grönberg, Gunnar Ekwall, Julie Bernby, Werner Ohlson, Greta Liming, Ingemar Holde, Lilly Wahlberg, Ingalill Rossvald, Carl-Harald, Leon Morello, Ann-Margret Loré |
| 1942 | Grand Hôtel Ludde, revy                        | Charles Henry och Einar Molin                                            | Sigge Fischer               | Premiär 31 januari 1942 Julia Cæsar, Ludde Juberg, Bellan Roos, Åke Grönberg, Gunnar Ekwall, Julie Bernby, Werner Ohlson, Lilly Wahlberg, Ingemar Holde, Greta Liming, Ingalill Rossvald, Carl-Harald, Ulla Norgren, Marianne Schüler, Elvy Larsson, Ann-Margret Loré, Bengt Wernholm                                                                                  |
| 1942 | Glada gatan, revy                              | Charles Henry och Einar Molin                                            | Gideon Wahlberg             | Premiär 26 september 1942 Julia Cæsar, Ludde Juberg, Bellan Roos, Gunnar Ekwall, Naemi Briese, Egon Larsson, Carin Swensson, Werner Ohlson, Lilly Wahlberg, Olympic Sisters |
| 1943 | Peppar och parfym, revy                        | Charles Henry och Einar Molin                                            | Gideon Wahlberg             | Premiär 1 januari 1943 Julia Cæsar, Ludde Juberg, Bellan Roos, Gunnar Ekwall, Naemi Briese, Åke Jensen, Carin Swensson, Werner Ohlson, Lilly Wahlberg, Carl-Harald Koreografi Artillio Meurk |
| 1943 | Glitter och gliringar, revy                    | Charles Henry och Einar Molin                                            | Gideon Wahlberg             | Premiär 25 september 1943 Julia Cæsar, Ludde Juberg, Bellan Roos, Werner Ohlson, Naemi Briese, Åke Jensen, Anna-Greta Krigström, Gunnar Ekwall, Gustaf Torrestad, Carl-Harald Koreografi Artillio Meurk, Scenografi Lars Wellton, Kostym Greta Arnström |
| 1944 | Bröderna Rims sagor, revy                      | Charles Henry och Einar Molin                                            | Gideon Wahlberg             | Premiär 1 januari 1944 Julia Cæsar, Ludde Juberg, Bellan Roos, Gustaf Torrestad, Naemi Briese, Åke Jensen, Anna-Greta Krigström, Werner Ohlson, Gunnar Ekwall, Ann-Margret Loré, Marija Zemitis, John Engman Koreografi Artillio Meurk, Scenografi Lars Wellton, Kostym Greta Arnström                                                                                 |
| 1944 | Arsenik och gamla spetsar Arsenic and Old Lace | Joseph Kesselring                                                        | Hasse Ekman                 | Premiär 28 april 1944 Hasse Ekman, Gull Natorp, Signe Wirff, Sigge Fürst, Christina Sorbon, Arne Lindblad, Rune Halvarsson, David Erikson, Tord Stål, Sten Hedlund Gästspel av Oscarsteatern |
| 1944 | Hoppla, vi lär er, revy                        | Charles Henry och Einar Molin                                            | Helge Hagerman              | Premiär 27 september 1944 Julia Cæsar, Ludde Juberg, Bellan Roos, Gustaf Torrestad, Saga Sjöberg, Åke Jensen, Anna-Greta Krigström, Werner Ohlson, Eva-Maria Lieven, Gunnar Ekwall, Ann-Margret Loré, Aino Winkler Scenografi Tutte Lemkow, Scenografi Lars Wellton, Kostym Greta Arnström                                                                             |
| 1945 | Stan hela dan, revy                            | Charles Henry och Einar Molin                                            | Helge Hagerman              | Premiär 1 januari 1945 Julia Cæsar, Gustaf Torrestad, Bellan Roos, Åke Jensen, Saga Sjöberg, Werner Ohlson, Anna-Greta Krigström, Eva-Maria Lieven, Gunnar Ekwall, Carl-Axel Sluggo, Ludde Juberg Koreografi Tutte Lemkow, Scenografi Lars Wellton, Kostym Greta Arnström                                                                                              |
| 1945 | Kärlek och trolltyg                            |                                                                          |                             | Premiär 27 april 1945 |
| 1945 | 6X9, revy                                      | Charles Henry, Karl-Ewert och Fritz Gustaf                               | Gösta Jonsson Werner Ohlson | Premiär 3 oktober 1945 Julia Cæsar, Lizzy Stein, Bellan Roos, Anna-Greta Krigström, Gertrud Lilieberg, Gustaf Torrestad, Åke Jensen, Werner Ohlson, Gösta Jonsson, Stig Malm, Ludde Juberg, Tutte Lemkow Koreografi Tutte Lemkow, Scenografi Dag Engström, Kostym Greta Arnström                                                                                       |
| 1946 | Lustiga vershuset, revy                        | Charles Henry, Karl-Ewert och Fritz Gustaf                               | Gösta Jonsson Werner Ohlson | Premiär 1 januari 1926 Julia Cæsar, Gustaf Torrestad, Bellan Roos, Åke Jensen, Lizzy Stein, Werner Ohlson, Anna-Greta Krigström, Gösta Jonsson, Stig Malm, Ludde Juberg Koreografi Tutte Lemkow, Scenografi Dag Engström, Kostym Greta Arnström |
| 1946 | Luddes expo, revy                              | Charles Henry och Karl-Ewert                                             | Werner Ohlson               | Premiär 21 september 1946 Julia Cæsar, Bellan Roos, Lizzy Stein, Ingrid Östergren, Ludde Juberg, Gustaf Torrestad, Åke Jensen, Werner Ohlson, Gösta Jonsson, Eddy Granell, Walter Sarmell Koreografi Teddy Rhodin, Scenografi Dag Engström, Kostym Greta Arnström |
| 1947 | Nu blommar de', revy                           | Charles Henry och Karl-Ewert                                             | Werner Ohlson               | Premiär 1 januari 1947 Julia Cæsar, Gustaf Torrestad, Bellan Roos, Åke Jensen, Lizzy Stein, Werner Ohlson, Mary Rapp, Gösta Jonsson, Fridy Granell, Ludde Juberg, Walter Sarmell Koreografi Teddy Rhodin, Scenografi Dag Engström |
| 1947 | Sjung vackert om kärlek ändå                   | Sune Bergström                                                           | Sam Besekow                 | Premiär 7 maj 1947 Scenografi Yngve Larsson |
| 1947 | Tingel-tangel, revy                            | Charles Henry och Karl-Ewert                                             | Werner Ohlson               | Premiär 20 september 1947 Julia Cæsar, Gustaf Lövås, Bellan Roos, Åke Jensen, Lizzy Stein, Werner Ohlson, Ludde Juberg, Gösta Jonsson, Mary Rapp, Walter Sarmell, Maj-Britt Thörn Koreografi Teddy Rhodin, Scenografi Dag Engström |
| 1948 | Parkera här, revy                              | Charles Henry och Karl-Ewert                                             | Werner Ohlson               | Premiär 1 januari 1948 Julia Cæsar, Gustaf Lövås, Bellan Roos, Werner Ohlson, Lizzy Stein, Åke Jensen, Mary Rapp, Gösta Jonsson, Maj-Britt Thörn, Ludde Juberg, Walter Sarmell Scenografi Dag Engström |
| 1948 | Välj Odéon, revy                               | Charles Henry, Karl-Ewert och Werner Ohlson                              | Werner Ohlson               | Premiär 25 september 1948 Julia Cæsar, Gustaf Lövås, Bellan Roos, Werner Ohlson, Maj-Britt Thörn, Åke Jensen, Greta Forsell, Walter Sarmell, Harriett Philipson, Ivar Sjögren, Birgit Nogert, Elise Andersson, Ludde Juberg, Magdalena Nilsdorff-Swahn Koreografi Teddy Rhodin, Scenografi Dag Engström och Evert Myhrman, Kostym Greta Arnström                       |
| 1949 | Färg över stan, revy                           | Charles Henry, Karl-Ewert och Werner Ohlson                              | Werner Ohlson               | Premiär 1 januari 1949 Julia Cæsar, Gustaf Lövås, Bellan Roos, Werner Ohlson, Maj-Britt Thörn, Åke Jensen, Harriett Philipson, Walter Sarmell, Birgit Nogert, Ivar Sjögren, Elise Andersson, Ludde Juberg, Magdalena Nilsdorff-Swahn, Bisse Andersson Koreografi Teddy Rhodin, Scenografi Dag Engström, Kostym Greta Arnström                                          |
| 1949 | Vershuset Gröna stoet, revy                    | Karl Gerhard                                                             |                             | Premiär 5 maj 1949 Scenografi Gunnar Tandberg |
| 1949 | Om ni behagar, revy                            | Charles Henry, Harry Iseborg och Karl-Ewert                              | Werner Ohlson               | Premiär 24 september 1949 Julia Cæsar, Gustaf Lövås, Åke Jensen, Bellan Roos, Werner Ohlson, Walter Sarmell, Ivar Sjögren, Birgit Nogert, Ludde Juberg, Magdalena Nilsdorff, Eivor Engelbrektsson, Jane Antoniazzi, Nina Christie, Sigyn Sahlin, Kate Gustin Koreografi Teddy Rhodin, Scenografi Dag Engström och Evert Myhrman, Kostym Greta Arnström                 |
| 1950 | Förtjusningens hus, revy                       | Karl-Ewert, Charles Henry, Harry Iseborg och Werner Ohlson               | Werner Ohlson               | Premiär 1 januari 1950 Julia Cæsar, Bellan Roos, Gustaf Lövås, Maj-Britt Thörn, Werner Ohlson, Birgit Nogert, Åke Jensen, Magdalena Nilsdorff, Ivar Sjögren, Ludde Juberg, Jane Antoniazzi, Gösta Krantz, Nina Christie, Sigyn Sahlin, Kate Gustin, Carl-Harald Koreografi Teddy Rhodin, Scenografi Dag Engström och Evert Myhrman, Kostym Greta Arnström              |
| 1950 | Vattnet blommar                                | Hilding Pawlo                                                            | Sture Ericson               | Premiär 26 februari 1950 Scenografi Nils Nixon Gästspel av Dramatikerstudion |
| 1950 | Lönngången                                     | Hjalmar Bergman                                                          | Sture Ericson               | Premiär 21 april 1950 Scenografi Yngve Larsson |
| 1950 | Folk i farten, revy                            | Karl-Ewert                                                               | Werner Ohlson               | Premiär 27 september 1950 Julia Cæsar, Bellan Roos, Gustaf Lövås, Sten Meurk, Harriett Philipson, Werner Ohlson, Åke Jensen, Ivar Sjögren, Ludde Juberg, Gösta Krantz, Jane Antoniazzi, Sigyn Sahlin, Marion Sundh, Maj-Britt Nilsson, Inga-Britt Lindman Scenografi Dag Engström och Evert Myhrman, Kostym Greta Arnström                                             |
| 1951 | De' som gömmes i snö, revy                     | Karl-Ewert                                                               | Werner Ohlson               | Premiär 1 januari 1951 Julia Cæsar, Bellan Roos, Gustaf Lövås, Sten Meurk, Werner Ohlson, Harriett Philipson, Åke Jensen, Marion Sundh, Ivar Sjögren, Helfrid Lambert, Jane Antoniazzi, Sigyn Sahlin, Gösta Krantz, Maj-Britt Nilsson, Ludde Juberg, Inga-Britt Lindman Koreografi Teddy Rhodin, Scenografi Dag Engström och Evert Myhrman, Kostym Greta Arnström      |
| 1951 | Född i år, revy                                | Karl-Ewert                                                               | Werner Ohlson               | Premiär 26 september 1951 Julia Cæsar, Bellan Roos, Gustaf Lövås, Werner Ohlson, Åke Jensen, Harriett Philipson, Ludde Juberg, Gunwer Bergkvist, Marion Sundh, Maj Brith, Birgitta Glantz, Jossie Pollard, Sven Lykke Koreografi Sven Lykke, Scenografi Dag Engström och Evert Myhrman, Kostym Greta Arnström                                                          |
| 1952 | Kom som du ä', revy                            | Karl-Ewert                                                               | Werner Ohlson               | Premiär 1 januari 1952 Julia Cæsar, Gustaf Lövås, Bellan Roos, Werner Ohlson, Birgitta Glantz, Åke Jensen, Harriett Philipson, Ludde Juberg, Marion Sundh, Gösta Krantz Koreografi Sven Lykke, Scenografi Dag Engström och Evert Myhrman, Kostym Greta Arnström |
| 1952 | Klart för start                                | Karl-Ewert                                                               | Werner Ohlson               | Premiär 26 september 1952 Julia Cæsar, Gustaf Lövås, Birgitta Glantz, Sten Meurk, Marion Sundh, Åke Jensen, Werner Ohlson, Ludde Juberg, Gösta Krantz, Sven Lykke, Dagny Helander, Bisse Andersson, Anna-Stina Löwgren, Lili-Anne Rundblad, Inga Rosén, Eva Eliason Koreografi Sven Lykke, Scenografi Evert Myhrman och Dag Engström, Kostym Evert Myhrman             |
| 1953 | Glädjen i topp revy                            | Charles Henry, Allan Forss, Tryggve Arnesson, Karl-Ewert, Herr Dardanell | Werner Ohlson               | Premiär 1 januari 1953 Maj-Britt Nilsson, Ludde Juberg, Werner Ohlson, Sten Meurk, Gösta Krantz, Anna-Stina Löwgren, Inga Rosén, Bisse Andersson, Sven Lykke, Gustaf Lövås, Åke Jensen, Birgitta Glantz, Julia Caesar, Marion Sundh, Dagny Helander, Gösta Werner, Eva Eliason Koreografi Sven Lykke, Scenografi Dag Engström och Evert Myhrman, Kostym Greta Arnström |
| 1953 | 700-sex, revy                                  |                                                                          |                             | Premiär 19 maj 1953 Scenografi Evert Myhrman |

### Knäppuppsregim 1953-1969
| År   | Produktion | Upphovsmän                                                                                          | Regi                                        | Noter |
| ---- | --- | --------------------------------------------------------------------------------------------------- | ------------------------------------------- | --- |
| 1953 | Djuprevyn 2 meter, revy | Povel Ramel och Yngve Gamlin                                                                        | Egon Larsson                                | Premiär 5 november 1953 Ingrid Almquist, Gunwer Bergkvist, Brita Borg, Gus Dahlström, Bertil Johnson, Ludde Juberg, Pekka Langer, Martin Ljung, Sangrid Nerf, Ulla Nyhrén, Werner Ohlson, Hasse Pettersson, Mille Schmidt, Maj-Britt Thörn, Gösta Törner Kapellmästare Allan Johansson, Scenografi Yngve Gamlin |
| 1954 | Knäppupp II - Denna sida upp, revy | Povel Ramel och Yngve Gamlin                                                                        | Per-Martin Hamberg                          | Premiär 1 oktober 1954 Lissi Alandh, Tosse Bark, Gunwer Bergkvist, Brita Borg, Allan Johansson, Bertil Johnson, Ludde Juberg, Pekka Langer, Martin Ljung, Ulla Petré, Povel Ramel, Oscar Rundqvist, Hanny Schedin, Mille Schmidt Kapellmästare Erik Johnsson, Scenografi Yngve Gamlin |
| 1955 | Spectacle, revy | Povel Ramel och Yngve Gamlin                                                                        | Carl-Gustaf Kruuse af Verchou               | Premiär 16 november 1955 Povel Ramel, Yngve Gamlin, Martin Ljung, Inga Gill, Gunwer Bergkvist, Douglas Håge Scenografi Yngve Gamlin |
| 1956 | Stig Lommers sommarrevy 1956, | Stig Lommer                                                                                         | Stig Lommer                                 | Premiär 29 juni 1956 Rita Clair, Svend Asmussen, Ulrik Neumann, Git Gay, Lena Söderblom, Lars Ekborg |
| 1956 | Knäppupp III - Tillstymmelser, revy | Povel Ramel                                                                                         | Per-Martin Hamberg                          | Premiär 22 december 1956 Lissi Alandh, Brita Borg, Cilla Ingvar, Oscar Rundqvist, Tosse Bark, Erik Sjögren, Lilian Bergqvist, Martin Ljung Scenografi Yngve Gamlin |
| 1957 | Kråkslottet, revy | Karl Gerhard                                                                                        | Hasse Ekman                                 | Premiär 3 oktober 1957 Tosse Bark, Gunwer Bergkvist, Brita Borg, Göthe Ericsson, Yngve Gamlin, Git Gay, Karl Gerhard, Emy Hagman, Ludde Juberg, Oscar Rundqvist, Mille Schmidt, Erik Sjögren Koreografi Carl-Gustaf Kruuse af Verchou, Kapellmästare Allan Johansson, Scenografi Yngve Gamlin |
| 1958 | Spetsbyxor, vaudeville | P.A. Henriksson                                                                                     | Nils Poppe                                  | Premiär 3 januari 1958 Anna-Lisa Baude, Gunwer Bergkvist, John Elfström, Lena Granhagen, Karl-Arne Holmsten, Ludde Juberg, Maj Lindström, Nils Poppe, Oscar Rundqvist, Hanny Schedin, Mille Schmidt, Erik Strandmark Koreografi Albert Gaubier, Kapellmästare Allan Johansson, Scenografi Yngve Gamlin |
| 1958 | Stig Lommers sommarrevy 1958, revy | Arvid Möller, Börge Möller, Hans Alfredson, Tage Danielsson och Gösta Rybrant Översättning Nils Bie | Stig Lommer                                 | Premiär 18 juni 1958 Mari Ade, Lissi Alandh, Svend Asmussen, Jørgen Ingmann, Dirch Passer, Kjeld Petersen Kapellmästare Svend Asmussen |
| 1958 | Funny Boy, revy | Hasse Ekman och Povel Ramel                                                                         | Hasse Ekman                                 | Premiär 6 december 1958 Tosse Bark, Povel Ramel, Brita Borg, Sangrid Nerf, Lena Dahlman, Sigge Fürst, Oscar Rundqvist, Göthe Grefbo, Marie Ahlstedt, Martin Ljung, Gunwer Bergkvist, Berndt Westerberg, Torsten Lilliecrona, Bengt Berger Koreografi Carl-Gustaf Kruuse af Verchou, Scenografi Yngve Gamlin |
| 1959 | Två träd, revy | Karl Gerhard                                                                                        | Hasse Ekman                                 | Premiär 10 september 1959 Karl Gerhard, Elisabeth Falk, Lasse Krantz, Dagmar Olsson, Cilla Ingvar, Lena Dahlman, Mille Schmidt, Bo Samuelson, Guy de la Berg, Ludde Juberg, Katie Rolfsen, Christine Skilton, Erik Sjögren, Jan Colet, Brita Borg Scenografi Yngve Gamlin |
| 1959 | Doktor Kotte slår till eller Siv Olson | Hans Alfredson och Tage Danielsson                                                                  | Per Edström                                 | Premiär 28 december 1959 Martin Ljung, Brita Borg, Sigge Fürst, Hans Alfredson, Ilselil Larsen, Sven-Erik Mårdstam, Mille Schmidt, Göthe Grefbo, Flickery Flies, Tosse Bark, Oscar Rundqvist, Allan Johansson, Ludde Juberg, Berith Hjelm, Mari Ahlstedt, Erik Sjögren, Christine Skilton, Jan Collet Koreografi Erik Sjögren, Scenografi Yngve Gamlin                                                                                       |
| 1960 | Alla 4, revy | Povel Ramel                                                                                         | Hans Dahlin                                 | Premiär 17 december 1960 Gunwer Bergkvist, Brita Borg, Martin Ljung, Povel Ramel Scenografi Yngve Gamlin |
| 1961 | Ursäkta handsken, revy | Karl Gerhard                                                                                        | Tage Danielsson                             | Premiär 14 april 1961 Karl Gerhard, Katie Rolfsen, Stig Grybe, Dagmar Olsson, Birgitta Andersson, Cilla Ingvar, Lill Lindfors, Sune Mangs, Muriel Ali, Göthe, Stickan Johansson, Birgitta Grönvald, Ludde Juberg, Bo Samuelson, Guy de la Berg, Gun-Britt Öhrström, Lena Dahlman Scenografi Yngve Gamlin, Kostym Alvar Granström |
| 1961 | I hatt och strumpa, revy | Hans Alfredson, Tage Danielsson, Owe Thörnqvist, Povel Ramel                                        | Mille Schmidt                               | Premiär 17 november 1961 Martin Ljung, Birgitta Andersson, Sune Mangs, Owe Thörnqvist, Brita Borg, Stig Grybe, Lill Lindfors, Tosse Bark, Flickery Flies, Allan Johansson, Oscar Rundquist, Ludde Juberg Scenografi och kostym: Yngve Gamlin |
| 1962 | Pappa, pappa, stackars pappa, mamma har hängt dig i garderoben och jag känner mig så nere Oh Dad, Poor Dad, Mamma's Hung You in the Closet and I'm Feelin' So Sad | Arthur L. Kopit Översättning Lennart Lagerwall                                                      | Hans Lagerkvist                             | Premiär 10 oktober 1962 Isa Quensel, Lauritz Falk, Olof Frenzel, Stig Grybe, Birgitta Andersson Scenografi: Yngve Gamlin |
| 1962 | Dax igen, revy | Povel Ramel                                                                                         | Herman Ahlsell                              | Premiär 12 december 1962 Povel Ramel, Martin Ljung, Brita Borg, Birgitta Andersson, Gunwer Bergkvist, Harriet Forssell, Flickery Flies, Sune Mangs, Rolf Bengtsson, Mille Schmidt, Låppan Hagander, Ludde Juberg Scenografi: Yngve Gamlin |
| 1963 | Jazzbalett -63 | Lia Schubert                                                                                        |                                             | Premiär 9 juli 1963 Scenografi Ulf Håkan Jansson |
| 1963 | Pyjamasleken The Pajama Game | George Abbot, Richard Bisell, Richard Adler, Jerry Ross Översättning Gösta Rybrant                  | Carl-Gustaf Kruuse af Verchou Mille Schmidt | Premiär 23 december 1963 Britt Bern, Jonny Blanc, Guy de la Berg, Rune Ek, Carl-Axel Elfving, Kurt Espelund, Harriet Forssell, Per Grundén, Åke Grönberg, Bo Hederström, Lill Lindfors, Marianne Mohaupt, Susanne Sahlberg, Viveca Serlachius, Folke Udenius Scenografi Rolf Alexandersson |
| 1964 | Den stora effekten La grosse valse | Robert Dhery Översättning Björn Lindroth och Povel Ramel                                            | Stig Ossian Eriksson                        | Premiär 22 januari 1964 Mari Ade, Elof Ahrle, Åke Grönberg, Ulf Andrée, Sten Ardenstam, Ingvar Bellander, Olle Björklund, Elisaveta, Kurt Emke, Olof Frenzel, Marie-Louise Grybe, Stig Grybe, Thor Hartman, Holger Höglund, Curt Kärrby, Martin Ljung, Monica Lindberg, Christina Lindström, Sune Mangs, Mille Schmidt, Sture Ström, Ragnar Sörman och Wiveca Warenfalk Koreografi Walter Nicks, Kapellmästare Leif Asp, Scenografi Ulf Axén |
| 1964 | Jazzbalett -64 | Lia Schubert                                                                                        |                                             | Premiär 9 juli 1964 Gästspel av Stockholms dansteater |
| 1964 | Nya ryck i snöret, revy | Emil Norlander, Povel Ramel, Beppe Wolgers                                                          | Åke Falck                                   | Premiär 28 september 1964 Mari Ade, Ulf Andrée, Sten Ardenstam, Bengt Berger, Olof Frenzel, Stig Grybe, Lars Ekborg, Martin Ljung, Inger Juel, Cilla Ingvar, Sune Mangs, Marianne Mohaupt Koreografi John Ivar Deckner, Kapellmästare Leif Asp, Scenografi Nisse Skoog |
| 1965 | En kul grej hände på väg till Forum A Funny Thing Happened On The Way To The Forum                                                                                | Stephen Sondheim, Burt Shevelove, Larry Gelbart Översättning Lennart Lagerwall, Caj Lundgren        | Gösta Bernhard                              | Premiär 26 januari 1965 Mari Ade, Sten Ardenstam, Britt Bern, Jonny Blanc, Gunilla Dahlman, Lars Ekborg, Åke Fridell, Olle Frenzel, Dyane Gray, Stig Grybe, Frej Lindqvist, Zinita Lisswandt, Sune Mangs, Karin Mossberg, Mille Schmidt, Margareta Sjödin Koreografi Stella Claire och Marianne Mohaupt, Scenografi Ulf Axén |
| 1965 | Du grabbar, revy | Beppe Wolgers och Åke Söderqvist                                                                    | Claes von Rettig                            | Premiär 17 juni 1965 Lissi Alandh, Gals and Pals, Ulla Sjöblom, Anna Sundqvist, Åke Söderqvist och Beppe Wolgers Kapellmästare Göte Wilhelmsson |
| 1965 | Ta av dej skorna, revy | Povel Ramel och Beppe Wolgers                                                                       | Egon Larsson                                | Premiär 24 september 1965 Mari Ade, Birgitta Andersson, Ulf Andrée, Lars Ekborg, Stig Grybe, Martin Ljung, Sune Mangs, Marianne Mohaupt, Margareta Sjödin, Inga-Lill Nilsson |
| 1966 | På avigan, revy | Povel Ramel                                                                                         | Hasse Ekman                                 | Premiär 6 maj 1966 Lissi Alandh, Bengt Berger, Lars Ekborg, Bambi Engberg, Gals and Pals, Sune Mangs, Marianne Mohaupt, Povel Ramel, Monica Zetterlund Koreografi Marianne Mohaupt, Kapellmästare Leif Asp, Scenografi Ingvar Danielson |
| 1966 | Bom krasch, revy | Beppe Wolgers                                                                                       | Johan Bergenstråhle                         | Premiär 7 juni 1966 Ulf Andrée, Julia Caesar, Stefan Ekman, Stig Grybe, Lena Hansson, Martin Ljung, Grynet Molvig, Per Oscarsson, Beppe Wolgers Koreografi Eva Rydberg, Scenografi Bo Lindgren |
| 1967 | Svendska revyn, revy | Svend Asmussen och Beppe Wolgers                                                                    | Mille Schmidt                               | Premiär 4 mars 1967 Stig Grybe, Lena Hansson, Martin Ljung, Anna Sundqvist Kapellmästare Svend Asmussen, Scenografi Ingvar Danielson |
| 1967 | Vi älskar er, revy | Beppe Wolgers                                                                                       | Stig Ossian Eriksson                        | Premiär 30 maj 1967 Lars Ekborg, Lena Hansson, Sune Mangs, Nannie Porres, Catrin Westerlund, Beppe Wolgers, Monica Zetterlund Koreografi Eva Rydberg, Scenografi Ulf Axén |
| 1967 | Milda makter! You're a Good Man, Charlie Brown | Clark Gesner Översättning: Beppe Wolgers och Povel Ramel                                            | Jackie Söderman                             | Premiär 17 november 1967 Stig Grybe, Birgitta Andersson, Anna Sundqvist, Sune Mangs, Anders Linder, Jan Sjödin |
| 1968 | De sista entusiasterna, revy | Povel Ramel och Beppe Wolgers                                                                       | Hasse Ekman                                 | Premiär 10 april 1968 Max von Sydow, Birgitta Andersson, Povel Ramel, Wenche Myhre, Anna Sundqvist, Stig Grybe, Sune Mangs, Beppe Wolgers Scenografi: Lennart Mörk Teaterns sista uppsättning |